# Carl Schall (Chemiker)
Johann Friedrich Carl Schall (* 24. Februar 1856 in Brooklyn; † 26. Dezember 1939 in Leipzig) war ein deutscher Chemiker.

## Leben
Von 1874 bis 1879 studierte er Chemie in Leipzig, Berlin und Göttingen. 1881 erfolgte die Promotion zum Dr. phil. in Chemie an der Universität Kiel bei Albert Ladenburg, 1883 die Habilitation für Chemie an der Universität Zürich. 1883 bis 1904 lehrte er dort als Privatdozent, 1904 bis 1909 an der Universität Leipzig. Dort war er 1909 bis 1921 nichtplanmäßiger außerordentlicher Professor. 1933 unterzeichnete er das Bekenntnis der Professoren an den deutschen Universitäten und Hochschulen zu Adolf Hitler.
Er wurde im Schallschen Erbbegräbnis in der IX. Abteilung des Neuen Johannisfriedhofs beerdigt.